# Karabin FN SCAR
SCAR (Special Operations Forces Combat Assault Rifle) – modułowy karabin automatyczny skonstruowany przez FN Herstal dla Dowództwa Operacji Specjalnych Stanów Zjednoczonych (USSOCOM) w ramach przetargu na karabin dla sił specjalnych. Był testowany m.in. przez Navy SEALs. Karabin ma dwa typy: SCAR-L (Mk 16), lżejszy, wykorzystujący amunicję 5,56 mm NATO oraz SCAR-H (Mk 17), cięższy, wykorzystujący amunicję 7,62 mm NATO. Oba mogą w przyszłości mieć inne warianty, np. karabiny snajperskie. Od czerwca 2007 pierwsze karabinki i karabiny SCAR z początkowej produkcji zaczęły trafiać do jednostek, gdzie przeprowadzano podstawowy trening z nowym rodzajem uzbrojenia, przygotowując instrukcje i programy nauczania.

## Opis konstrukcji

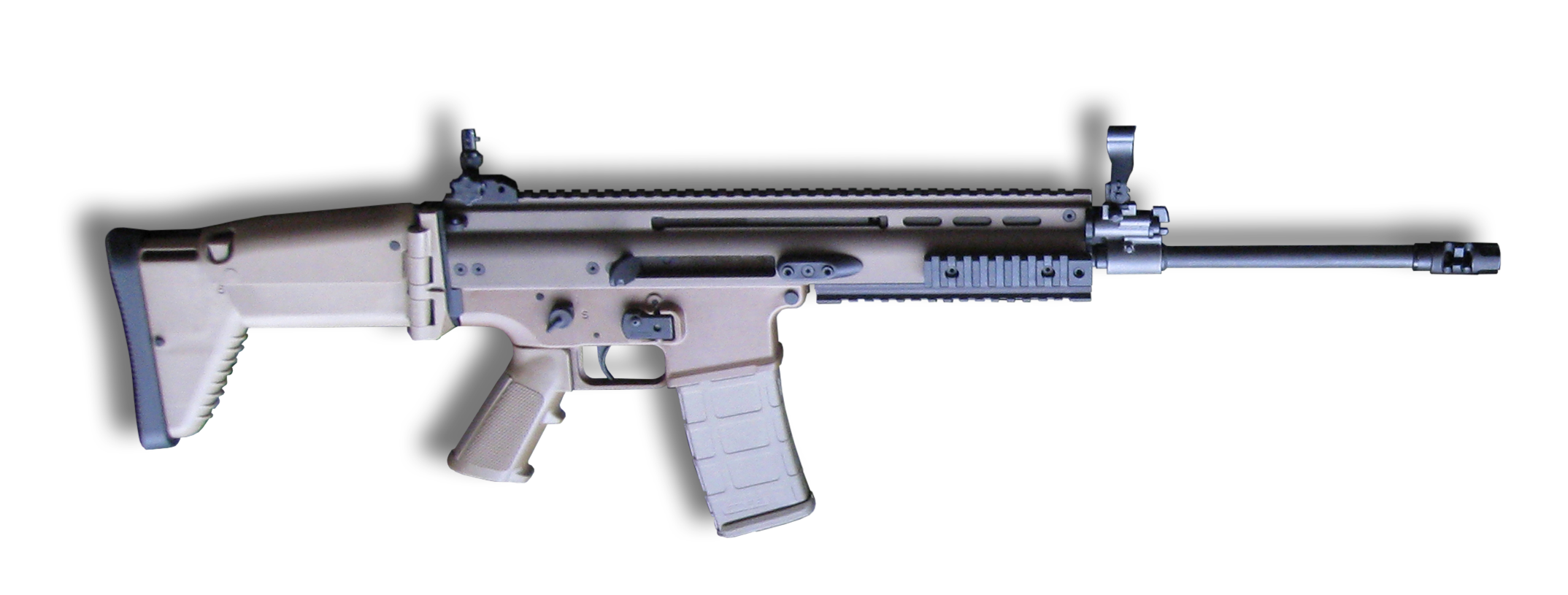
FN SCAR-L

System SCAR jest uniwersalnym karabinem samoczynno-samopowtarzalnym przeznaczonym dla sił specjalnych. Monolityczna komora zamkowa pozwala na umieszczenie na jej grzbiecie długiej uniwersalnej szyny montażowej, zaś przez całą jej długość biegną szyny prowadzące suwadło. Szyny owe, podobnie jak wszystkie pozostałe elementy związane z górną częścią komory zamkowej, są z nią połączone śrubami, tak samo jak lufa. Oznacza to możliwość wymiany lufy, ale nie jest to lufa szybkowymienna.
Komora spustowa jest wykonana z tworzywa sztucznego. Zawiera klasyczny mechanizm spustowo-uderzeniowy z przechwytywaniem kurka, obsługiwany skrzydełkami po obu stronach, które można ustawić w położeniu zabezpieczenia, ognia pojedynczego i ciągłego. Ponadto w komorze znajduje się gniazdo magazynka, zatrzask zamka i chwyt pistoletowy.
Kolba jest składana na prawą stronę, ma regulowaną długość stopki oraz wysokość poduszki podpoliczkowej.
Suwadło z wieloryglowym zamkiem ryglowanym obrotowo, stanowi zapożyczenie z AR-18. Mechanizm powrotny to pojedyncza sprężyna na długiej żerdzi, zakończonej oporą działającą też jako zatrzask utrzymujący na miejscu zespół kolby. Przekazywanie suwadłu takiej samej energii przez mechanizm gazowy (przy odmiennych wartościach ciśnień i czasów ruchu pocisku w lufach różnej długości) rozwiązano poprzez dostosowanie średnic otworów gazowych. Niezależnie od długości lufy, zespół komory gazowej jest mocowany w takiej samej odległości od wlotu – tłoczysko w każdej wersji ma taką samą, bardzo małą długość. Górna część prostopadłościennego suwadła jest wydłużona, biegnie nad lufą aż do przedniego końca komory zamkowej, gdzie styka się z tłoczyskiem. Rączkę napinającą umieszczono w biegnącej nad lufą przedniej części suwadła, przy czym można ją przekładać, w zależności od potrzeb, na prawą lub lewą stronę.
Do produkcji wejdzie wiele wersji karabinu w obu kalibrach.
Mk 16 będzie miał trzy wersje o długościach luf: 253 mm, 351 mm i 457 mm. Podobnie będzie w przypadku Mk 17 – trzy wersje będą miały długości luf: 330 mm, 400 mm, 500 mm. Dzięki lufom o różnej długości karabin będzie dobrze sprawdzał się zarówno jako broń snajperska, jak i w walce na krótkie dystanse (np. w budynkach).
60% elementów konstrukcyjnych obu typów będzie identycznych. SCAR-L będzie wykorzystywał standardowe magazynki M16, natomiast SCAR-H nowe magazynki dwudziestonabojowe.
Mk 16 ma zastąpić karabinki M4A1, Mk 18 oraz karabin MK 12 SPR, natomiast Mk 17 karabiny M14 oraz Mk 11 SWS.

### HAMR
W 2008. roku powstał wariant SCAR’a – HAMR (Heat Adaptive Modular Rifle) – modularny karabin z adaptacją cieplną. Różni się tym od podstawowej wersji, że zależnie od temperatury (bez wpływu operatora broni) zmienia się rodzaj zamka. Podczas ciągłego prowadzenia ognia broń bardzo się nagrzewa, tak bardzo, że temperatura może doprowadzić do samozapłonu pocisku. System HAMR automatycznie zmienia z zamka zamkniętego na otwarty, aby zwiększyć odprowadzanie ciepła.

## EGLM
W roku 2004 zaprezentowano granatnik Enhanced Grenade Launcher Module (EGLM), oficjalnie przedstawiony jako FN40GL, lub Mk 13 Mod 0, jest to 40 mm granatnik podlufowy oparty na 'GL1' zaprojektowanym do F2000. Granatnik zasilany jest nabojem 40 mm SR. Jest oznaczany L lub H i pasuje do odpowiedniego modelu SCAR.

## Użycie
Nieznana liczba SCAR-L i SCAR-H została podarowana przez Belgię Siłom Zbrojnym Ukrainy podczas odpierania rosyjskiej inwazji w 2022 roku.